# Conselho Nacional de Secretarias Municipais de Saúde
Conselho Nacional de Secretarias Municipais cuja sigla (CONASEMS), fundada em 12 de Abril de 1988, tem a sua importância na luta pelo direito e cidadania brasileira.

## História
No dia 20 de março de 1986, houve a reunião de 77 secretário municipais na assembléia de Brasília, decidindo pontos importantes para o reconhecimento do Conselho Nacional de Secretarias Municipais (CONASEMS). Neste mesmo dia foi publicado documentos de de 12 posicionamentos e propostas que foi um marco para o desenvolvimento do SUS através da assembléia constituinte.
Foi consolidado pelo Nelson Rodrigues dos Santos, pautas documentadas de ações para a organização dos Conselhos/Colegiados estaduais de Secretários Municipais de saúde (COSEMS) para a organização das Comissões Intergestores Bipartite (CIB), e a fundação e criação do CONASEMS.
Em 1987, foi estabelecido durante conferência de Londrina a Comissão Provisória Nacional com a presença de representantes de todos estados da federação. A comissão foi diriginda por Eduardo Nascimento e Gilberto Martn.